# Moszczenica (powiat piotrkowski)
Moszczenica – wieś w Polsce położona w województwie łódzkim, w powiecie piotrkowskim, w gminie Moszczenica.

## Położenie
Moszczenica to wieś leżąca na niewielkim wzgórzu, wznoszącym się nad rozlewiskiem rzeki Moszczanki w odległości 10 km na północ od Piotrkowa Trybunalskiego. Obszar ten geografowie nazywają Wyżyną Łódzką, bądź rzadziej Wysoczyzną Piotrkowską.

## Ukształtowanie terenu
Ukształtowanie tego terenu to wynik działalności lodowca w okresie zlodowacenia środkowopolskiego (około 180–128 tys. lat temu). Lodowiec pozostawił tutaj urozmaiconą rzeźbę powierzchni, tworząc wysokie wzgórza morenowe w okresie napływania lądolodu, albo doliny wyrzeźbione przez wody płynące z topniejącej masy lodu w okresie jego cofania.

## Części wsi
| SIMC    | Nazwa                  | Rodzaj    |
| ------- | ---------------------- | --------- |
| 0546644 | Moszczenica Poduchowna | część wsi |

## Historia
Moszczenica może poszczycić się 600-letnią tradycją sięgającą roku 1392.
Najdawniejszym śladem osadnictwa w okolicy jest grodzisko we wsi Rękoraj z IX wieku. Położony nad rzeką Moszczanką gród był niewielki, lecz silnie ufortyfikowany. Istniał do XII wieku.
Moszczenica od samego początku była własnością szlachecką należącą do Kossowskich herbu Jelita. Dnia 12 kwietnia 1499 król Jan I Olbracht wydał w Krakowie dokument zezwalający na lokację wsi Moszczenicy, Woli Moszczenicy, Kosowa na prawie niemieckim. Wspomniane miejscowości niedługo pozostały w rękach Kossowskich, którzy przenieśli się na Pomorze, a ich dobra przeszły w ręce szlachciców Lubiatowkich herbu Wilcze Kosy. Prawdopodobnie w połowie XVI wieku Moszczenica przeszła w ręce rodu Małachowskich. Jednym z potomków, który odziedziczył dobra Moszczenicy, był Jan Małachowski deputat oświęcimsko-zatorski na Trybunał Koronny, który później został podkanclerzem koronnym Augusta III. Odznaczony on został Orderem Orła Białego. Małachowscy w 1856 roku sprzedali majątek przybyłemu z Ukrainy hrabiemu Janowi Adamowi Ostroróg-Sadowskiemu herbu Nałęcz. Nowy właściciel wprowadza nowe metody zarządzania i nastąpił szybki rozwój Moszczenicy. Wybudowano trzy młyny wodne, gorzelnię oraz tartak parowy. Liczba mieszkańców wzrosła do 289 w 1885 roku. Przyczyniło się do tego też wybudowanie w 1846 r. Kolei Warszawsko-Wiedeńskiej. W 1898, kiedy właścicielem Moszczenicy został niemiecki fabrykant Karol Ender powstała cegielnia parowa i Fabryka Bawełniana z przędzalnią i mechaniczną tkalnią. W tym samym czasie przy pałacu powstał park krajobrazowy z dużym stawem w stylu naturalistycznym z pięknym drzewostanem, który przetrwał do dziś. Kształt parku stanowi wielobok foremny zbliżony do trapezu zajmujący z przyległymi zbiornikami wodnymi 12,6 ha. Teren parku posiada dość znaczny spadek w kierunku północno-wschodnim. Na najwyższym miejscu stoi murowany pałac w kształcie litery U. Z jego północnej strony roztacza się widok na rozległe tereny parku. Alejki parkowe o płynnych liniach w większości zatarte, posiadają nawierzchnię ziemną. Drzewostan rośnie w swobodnych skupieniach, jedynie w części południowej i zachodniej występują nasadzane regularnie w formie alei, obsadzanej drzewami grabowymi. Wiek rosnących drzew jest zróżnicowany. Najstarsze drzewa mają ok. 100–110 lat, do tej grupy zaliczyć można kasztanowce, klony srebrzyste i pospolite, dęby, brzozy, jesiony, pojedyncze buki i sosny. Pod dorodnymi okazami rosną liczne samo siewy drzew i krzewów (olsza, klon, bez czarny) oraz inne zadrzewienia posadzone w okresie późniejszym, zacierając pierwotny charakter założenia. Obecnie dokonuje się dosadzania drzew, krzewów i roślin zielonych oraz remontu alejek według opracowanych projektów wykonanych na zlecenie Urzędu Gminy. Obiekt ten stanowi oazę zieleni na terenie równinnym, wpływa korzystnie na mikroklimat otoczenia. Po odpowiedniej modernizacji może być ośrodkiem rekreacyjnym. Moszczenica była własnością Enderów do 1945 r., kiedy ostatni właściciel – Stefan Ender opuścił Polskę. Jego majątek został upaństwowiony dekretem PKWN.
2 października 1944 roku oddział 3 Brygady Armii Ludowej im. gen. Bema dowodzony przez ppor. Nazarewicza stoczył walkę z patrolem niemieckim w wyniku której zginęło 2 żołnierzy niemieckich i dwóch zostało rannych.
Obecnie Moszczenica liczy 1511 ha i 4563 ludności. Natomiast powierzchnia całej gminy liczy 11163 ha i 12905 ludności. W wyniku przemian ekonomiczno–społecznych po 1989 roku nastąpiła likwidacja zakładu włókienniczego. Powstały niewielkie firmy usługowo-handlowe. Nową szansą dla terenu Gminy Moszczenica stało się jej położenie w centrum Polski przy przecięciu się głównych szlaków komunikacyjnych, wokół których powstają wielkie magazyny logistyczne w których powstają nowe miejsca pracy.
W latach 1954–1972 wieś należała i była siedzibą władz gromady Moszczenica. W latach 1975–1998 miejscowość administracyjnie należała do województwa piotrkowskiego.

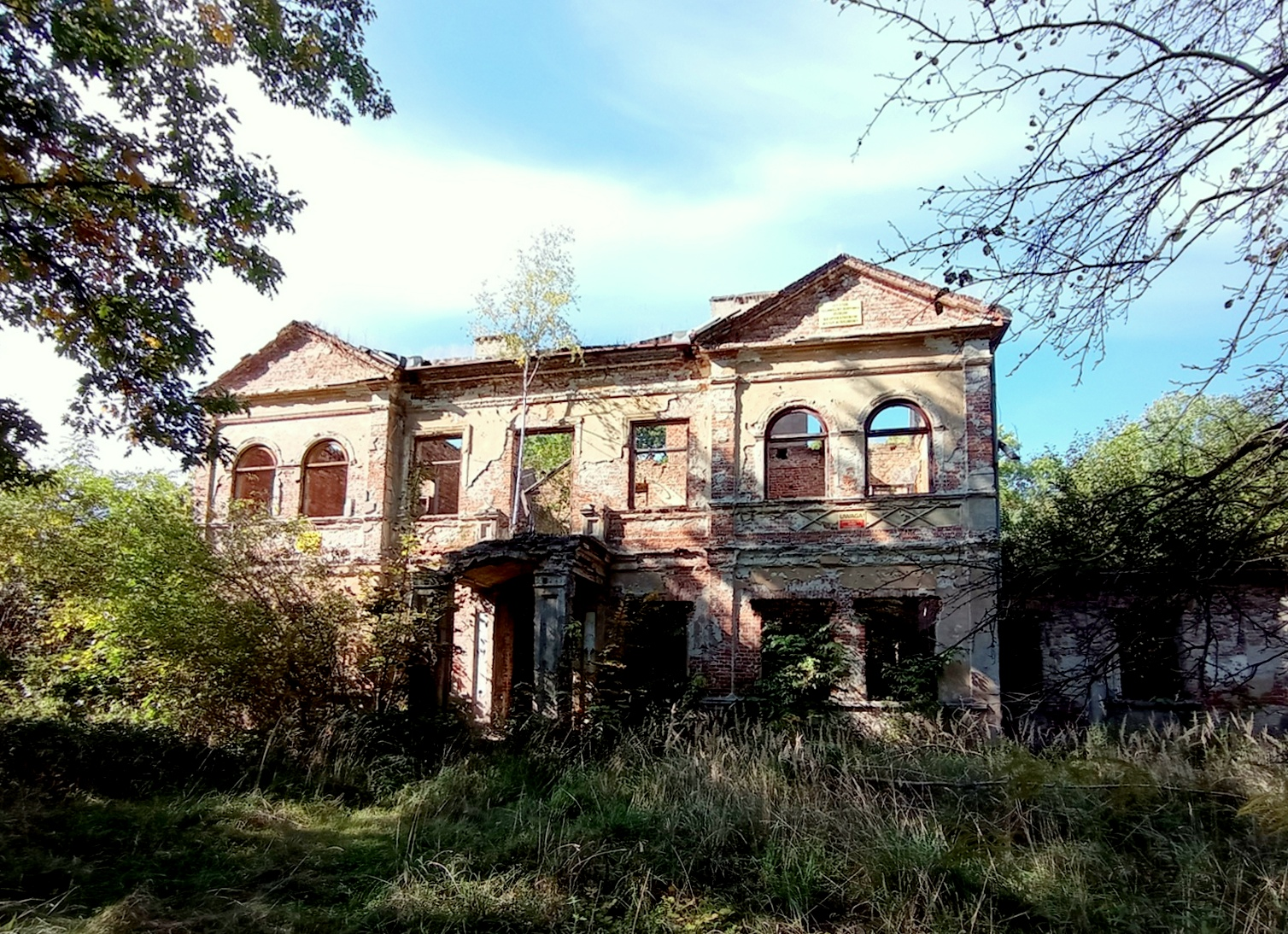
Ruiny dworu Enderów

 przez Mocszczenicę biegnie szlak Łódzkiej magistrali rowerowej (ukł, W-E)

## Zabytki
Według rejestru zabytków NID na listę zabytków wpisane są obiekty:
- kościół parafialny pw. św. Krzyża, 1769, nr rej.: 689 z 16.09.1967
- dzwonnica, mur.-drewn., XIX w., nr rej.: 690 z 16.09.1967
- zespół dworski, XVIII-XIX w.:
  - dwór, nr rej.: 279/82 z 18.05.1982
  - park, nr rej.: 691 z 16.09.1967 i z 13.11.1996
- gorzelnia, pocz. XIX w., nr rej.: 620/IX-55 z 10.06.1955

## Edukacja
W wyniku rozwoju gminy Moszczenica powstało 5 szkół podstawowych i 2 gimnazja. Kultura skupia się wokół Gminnego Ośrodka Kultury im. Jana Justyny. prowadzi działalność w kołach zainteresowań i zespołach artystycznych. Obecnie przy GOK-u działa 5 zespołów muzycznych. Zespoły te są laureatami wielu nagród wojewódzkich i ogólnopolskich.

## Sport i rekreacja
Na terenie gminy działają 2 kluby sportowe. Wiodącą sekcją jest piłka nożna oraz tenis stołowy.

## Przyroda
Moszczenica jest też terenem atrakcyjnym przyrodniczo i malowniczo położonym, sąsiaduje z dużym kompleksem lasów należących do zespołu Nadpilicznych Parków Krajobrazowych dawnej Puszczy Pilickiej. Znajduje się tutaj szkółka drzew leśnych na terenie której znajduje się hodowla dzikich koni rasy tarpan i tzw. Konie Przewalskiego oraz rezerwat przyrody dębów w Meszczach z okazałymi dębami. W lasach tych przeważa sosna z domieszką brzozy brodawkowatej, świerka pospolitego oraz dębu. W podszyciu najczęściej występuje jarząb pospolity, kruszyna pospolita, jałowiec pospolity i jeżyny. Runo leśne stanowią borówka czarna i poziomki. Bór sosnowy i las mieszany jest przykładem ekosystemu naturalnego. Las ten daje schronienie wielu gatunkom zwierząt i ptaków. Do atrakcyjnych przyrodniczo terenu Moszczenicy należy dolina rzeki Moszczanki z rozlewiskami i bagnami. Teren ten porastają wysokie trawy i rośliny dwuliścienne, zakorzeniające się głównie w wodzie. Do charakterystycznych gatunków należą trzcina pospolita, zespół turzyc, a wiosną licznie kwitnie knieć błotna, z rzadka występuje kosaciec żółty; całość porośnięta jest lasem olszowym. Na tym terenie w poszycie pojawia się czeremcha zwyczajna, bez czarny, kruszyna pospolita i porzeczka czarna. Drzewa oplatają pnącza: chmiel zwyczajny i psianka słodkogórz. Nie prowadzi się tu wyrębów. Teren jest zabagniony i rzadko odwiedzany przez ludzi. Znajdują się tu ostoje zwierząt takich jak: sarna, lis oraz bobry, które tworzą tutaj swoje żeremie. W pniach starych drzew osiedliły się dzięcioły, licznie występuje kukułka oraz drobne zwierzęta: żaby, ropuchy, padalce, jaszczurki zwinki, zaskrońce. Dalej od koryta rzeki rozciągają się wilgotne łąki zróżnicowane i bogate florystycznie, na których można spotkać zająca szaraka.

## Klimat
Analizowany obszar charakteryzuje się typową dla obszarów Polski przejściowością klimatu. Przeważają zachodnie i południowo-zachodnie kierunki wiatrów, a rozkład temperatur jest typowy dla całego nizinnego obszaru Polski. Suma opadów rocznych wynosi około 644 mm, a najwyższe opady przypadają na miesiące letnie. Zróżnicowana jest prędkość wiatru, średnie roczne wartości nawiązują bowiem do prędkości charakterystycznych do obszarów Polski i wynoszą od 2,2 m/s. Średnia temperatura roczna osiąga 7,7 stopnia Celsjusza. Zasadnicze znaczenie dla praktyki gospodarczej posiada długość okresu wegetacyjnego, który trwa 213 dni. Rozpoczyna się średnio 5 kwietnia i trwa do 4 listopada. Lokalne warunki klimatyczne można scharakteryzować jako dobre. Na terenie dominują gleby brunatne, poza tym występują gleby bielicowe, skrytobielicowe i hydromorficzne. Zalicza się je do gleb klas bonitacyjnych III, IV. Uprawia się głównie pszenicę, jęczmień i rzepak, hoduje się trzodę chlewną. Rolnictwo skupia się wokół małych gospodarstw wydzielonych z dawnych majątków szlacheckich.

## Urodzeni w Moszczenicy
- Edmund Rezler – polski pianista, kompozytor, pedagog, polski działacz kultury[8].
- Alfons Rezler – polski skrzypek, dyrygent, pedagog, polski działacz kultury, podporucznik piechoty rezerwy Wojska Polskiego poległy w kampanii wrześniowej[9].

## Galeria

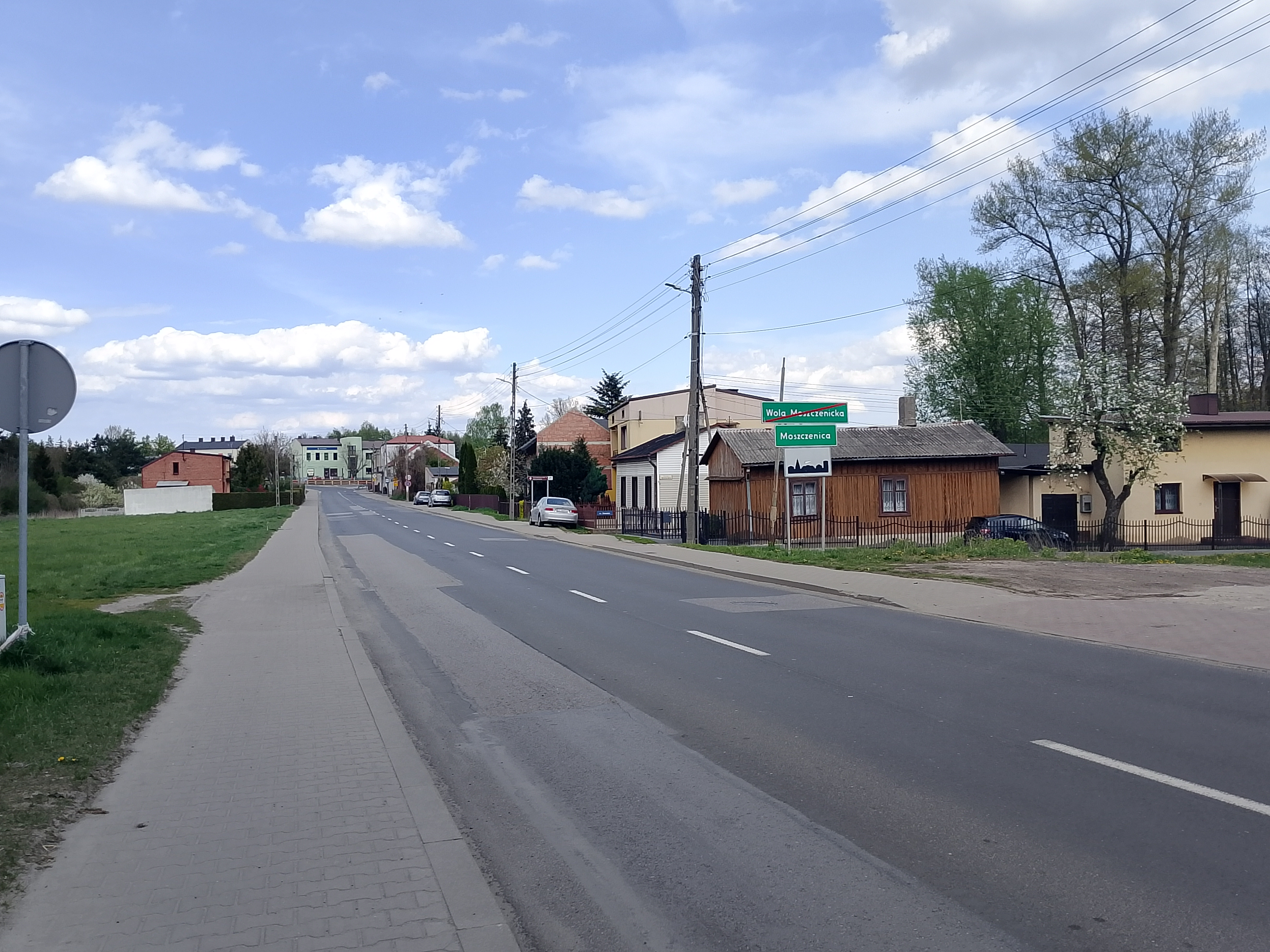
Moszczenica w 2025 r.
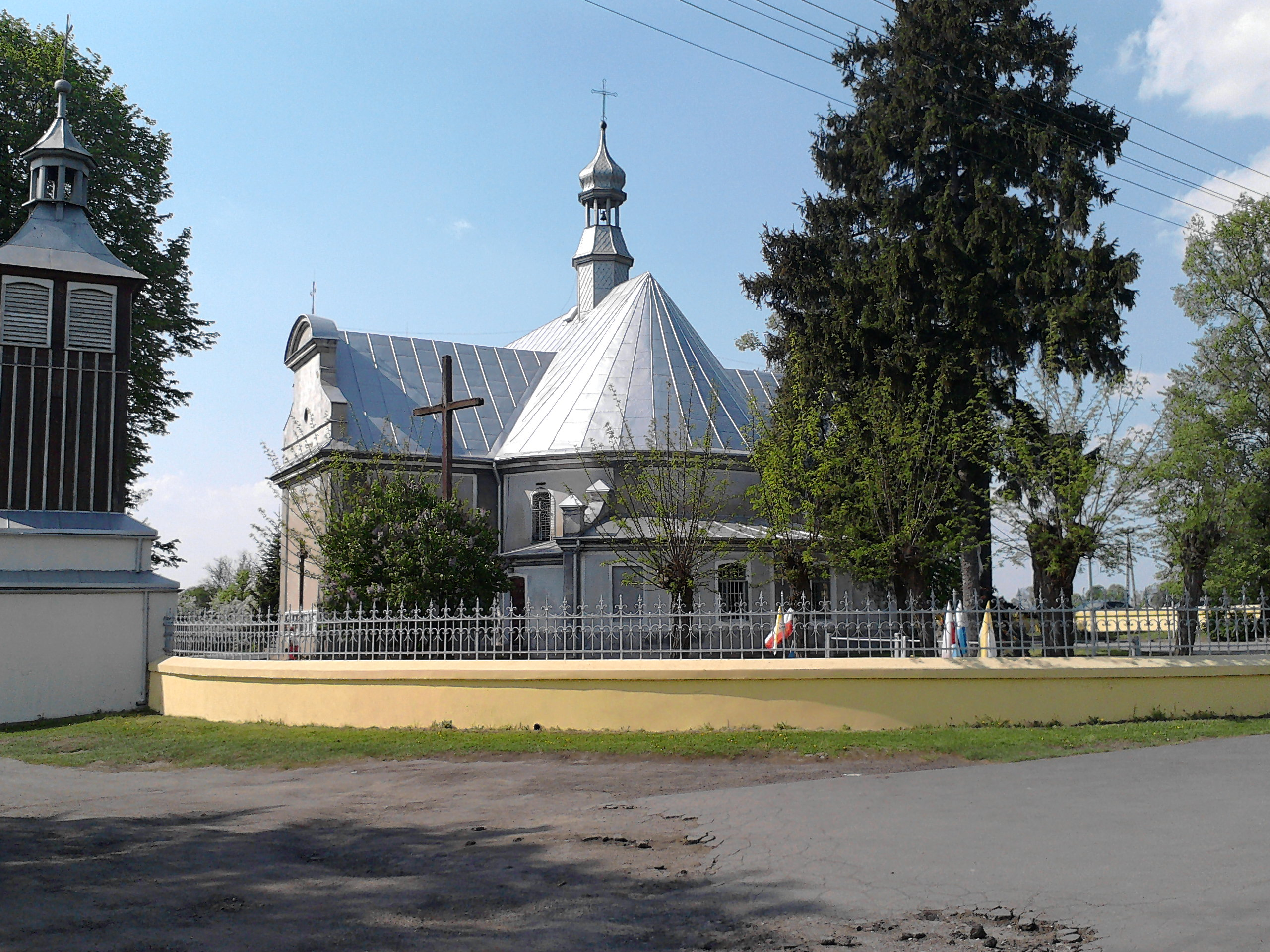
Kościół parafialny w Moszczenicy
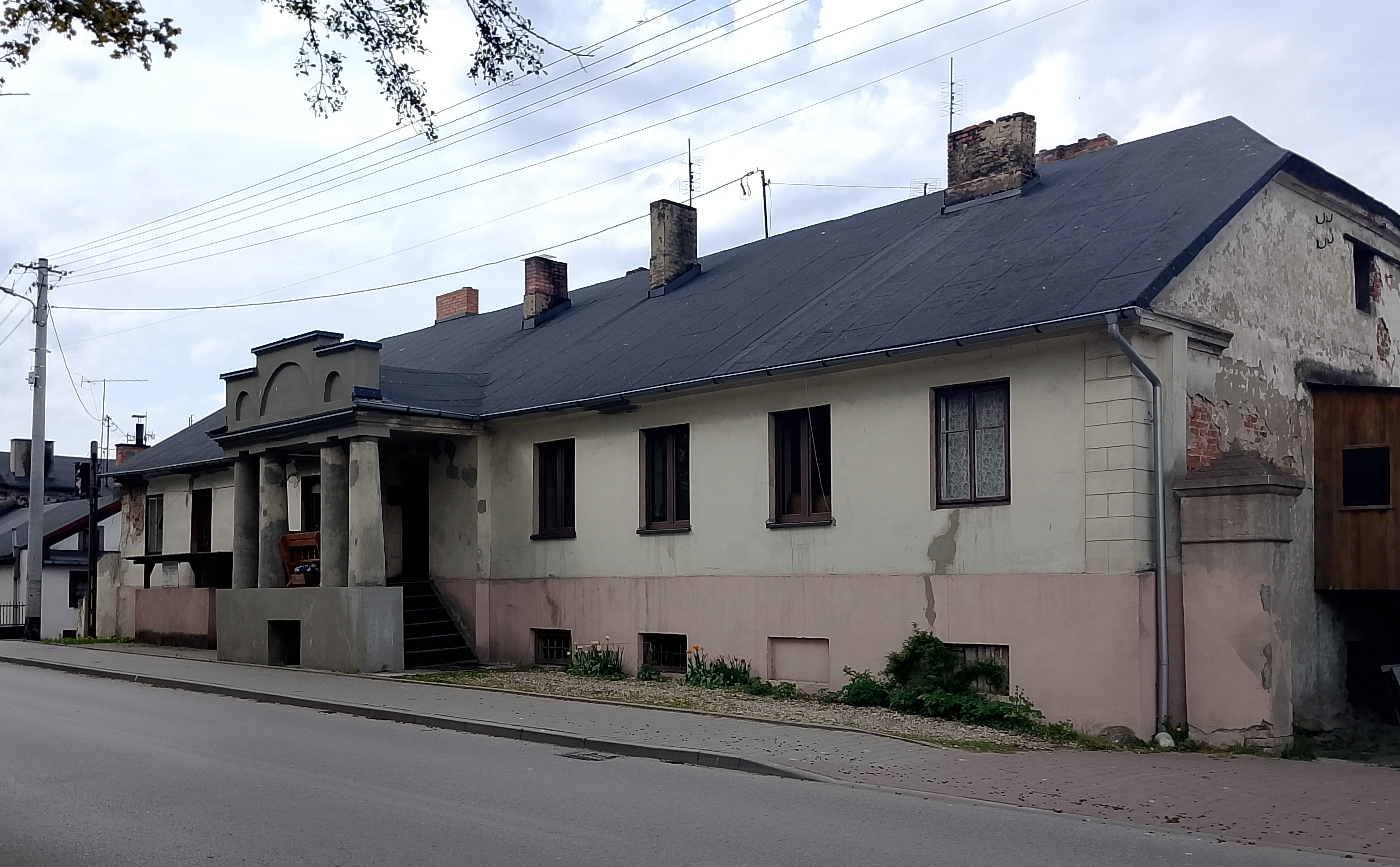
Zabytkowa gorzelnia
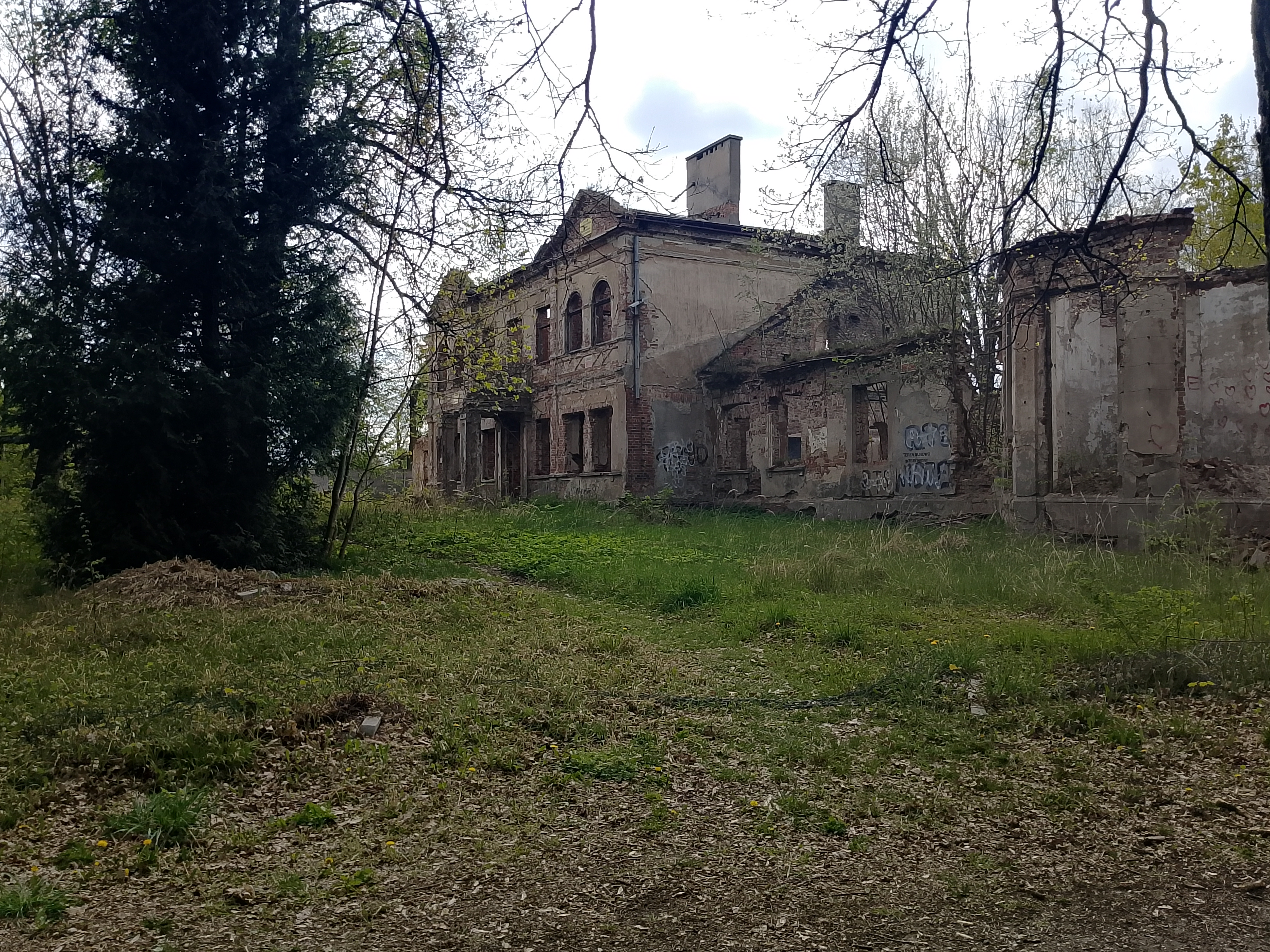
Dwór Enderów - stan w 2025 r.
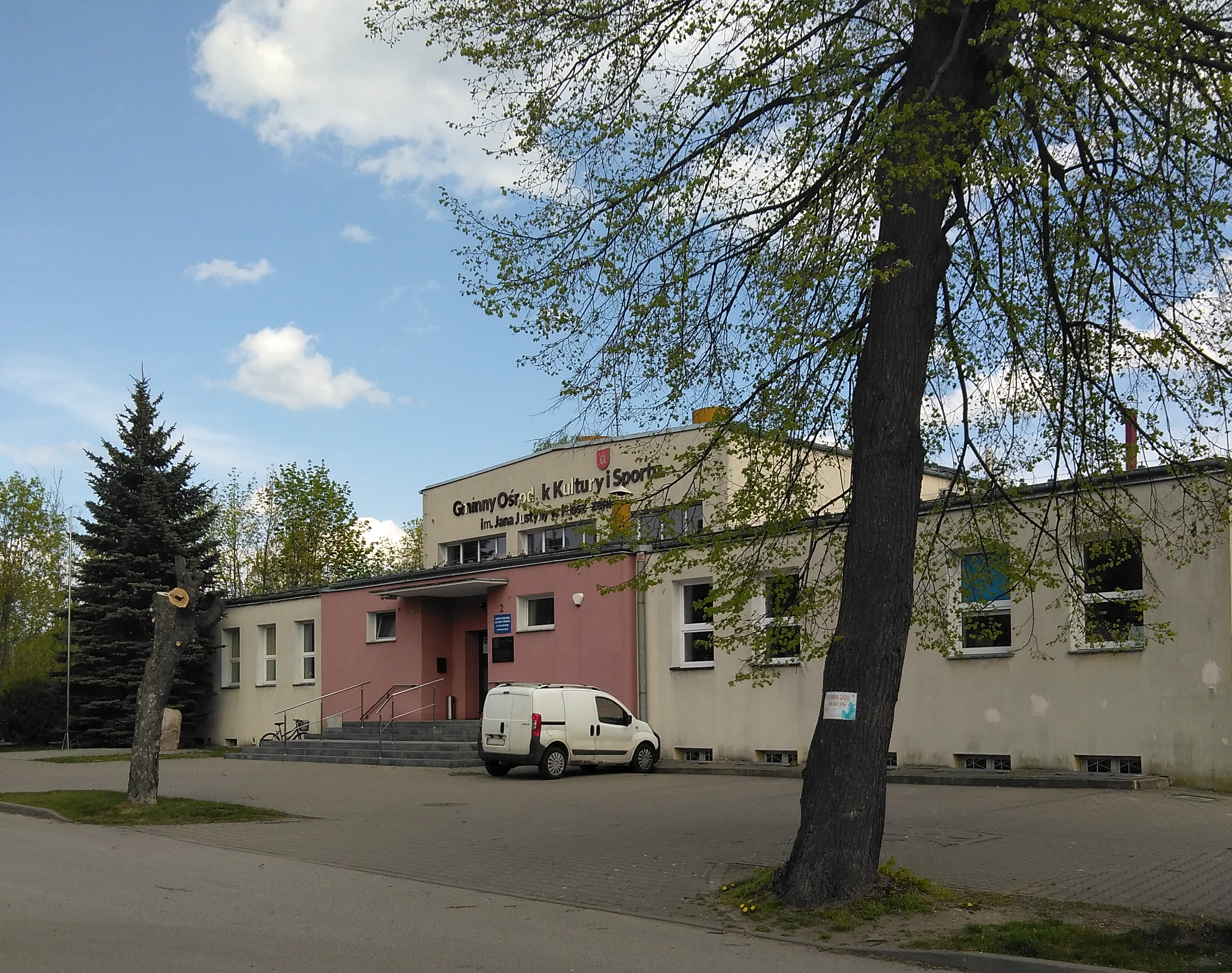
Gminny Ośrodek Kultury i Sportu im. Jana Justyny w               Moszczenicy
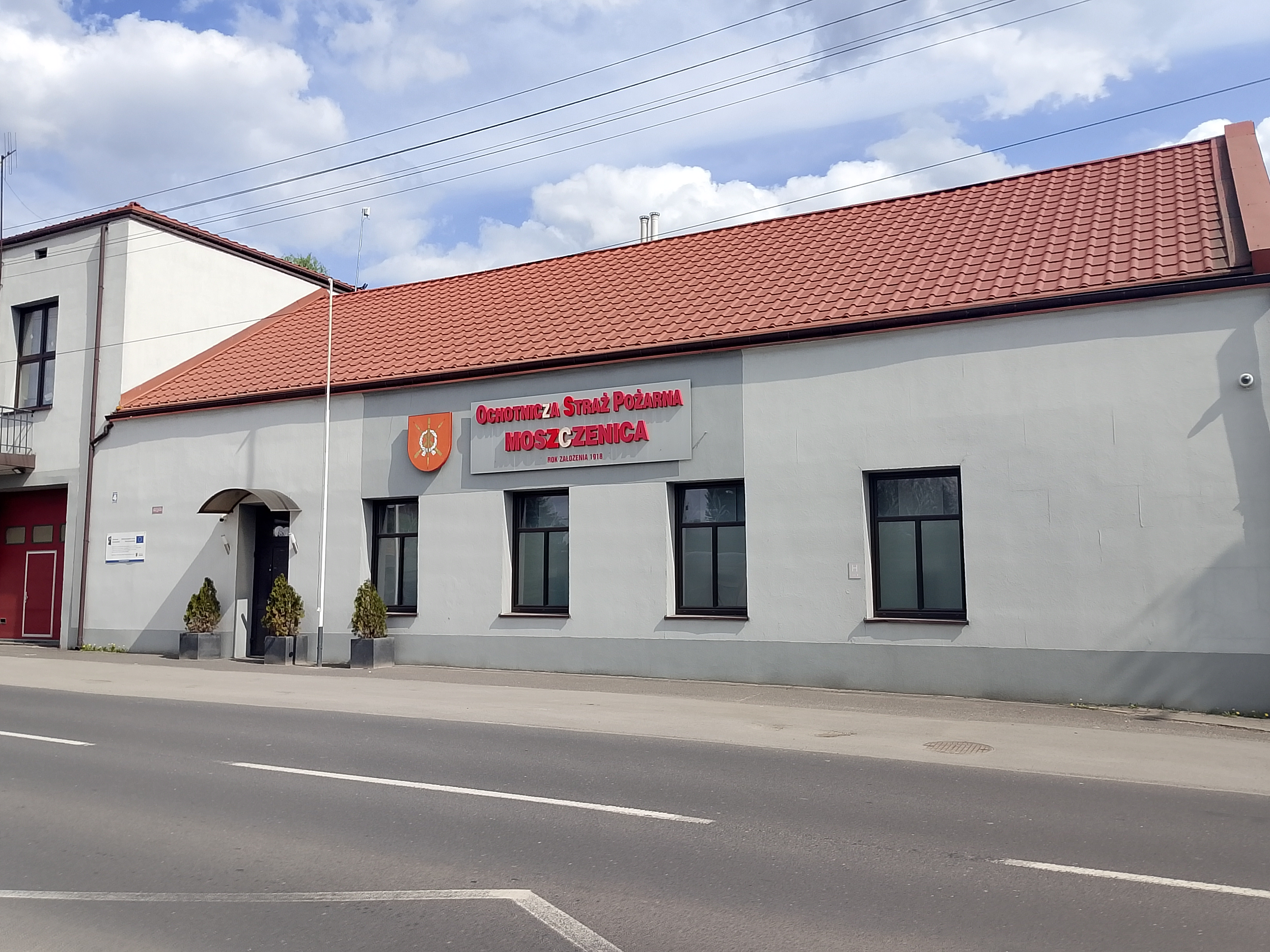
Remiza Ochotniczej Straży Pożarnej
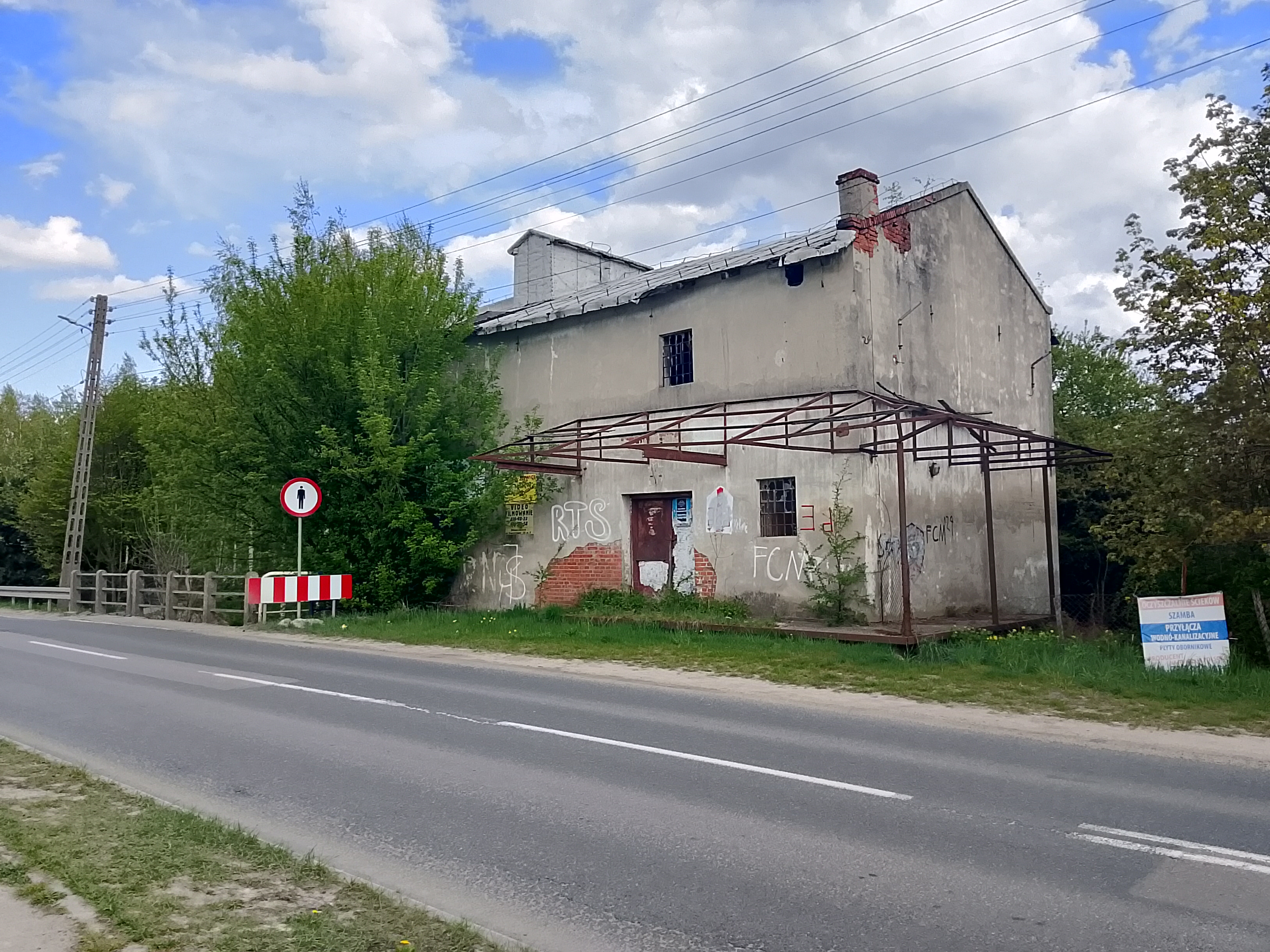
Młyn Moszczenica (obecnie na obszarze wsi Wola Moszczenicka).
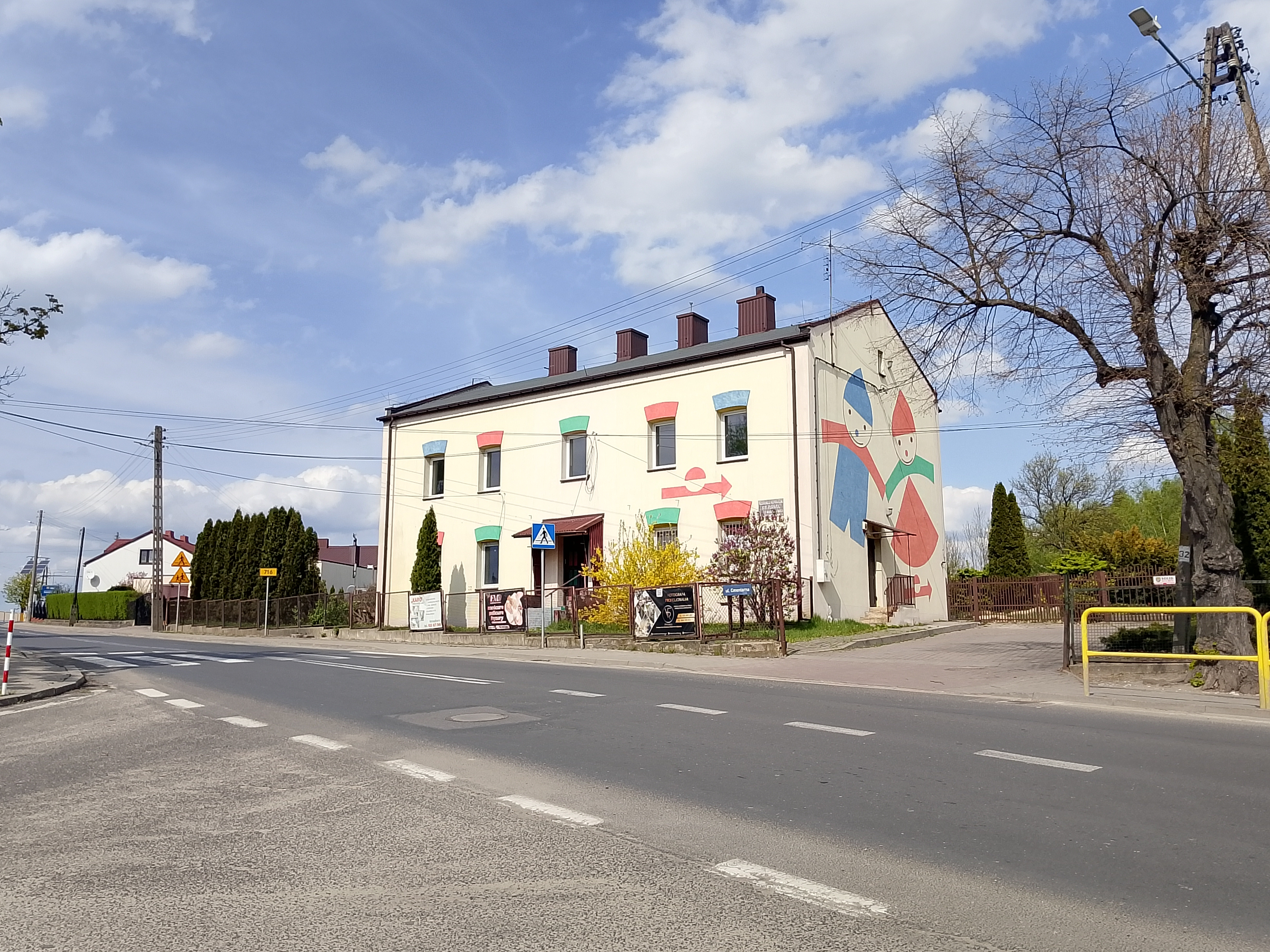
Przedszkole w Moszczenicy
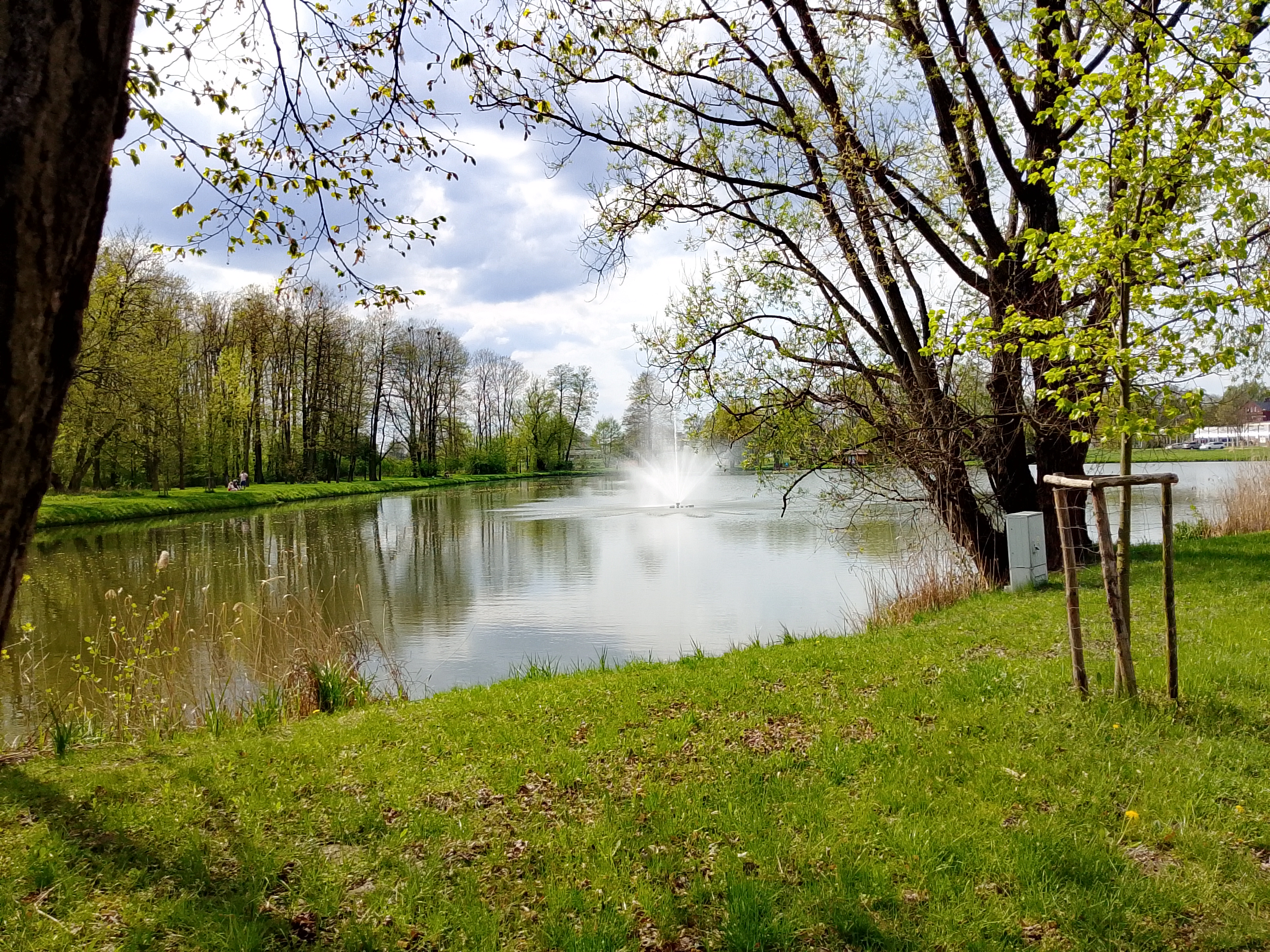
Staw Alejny.
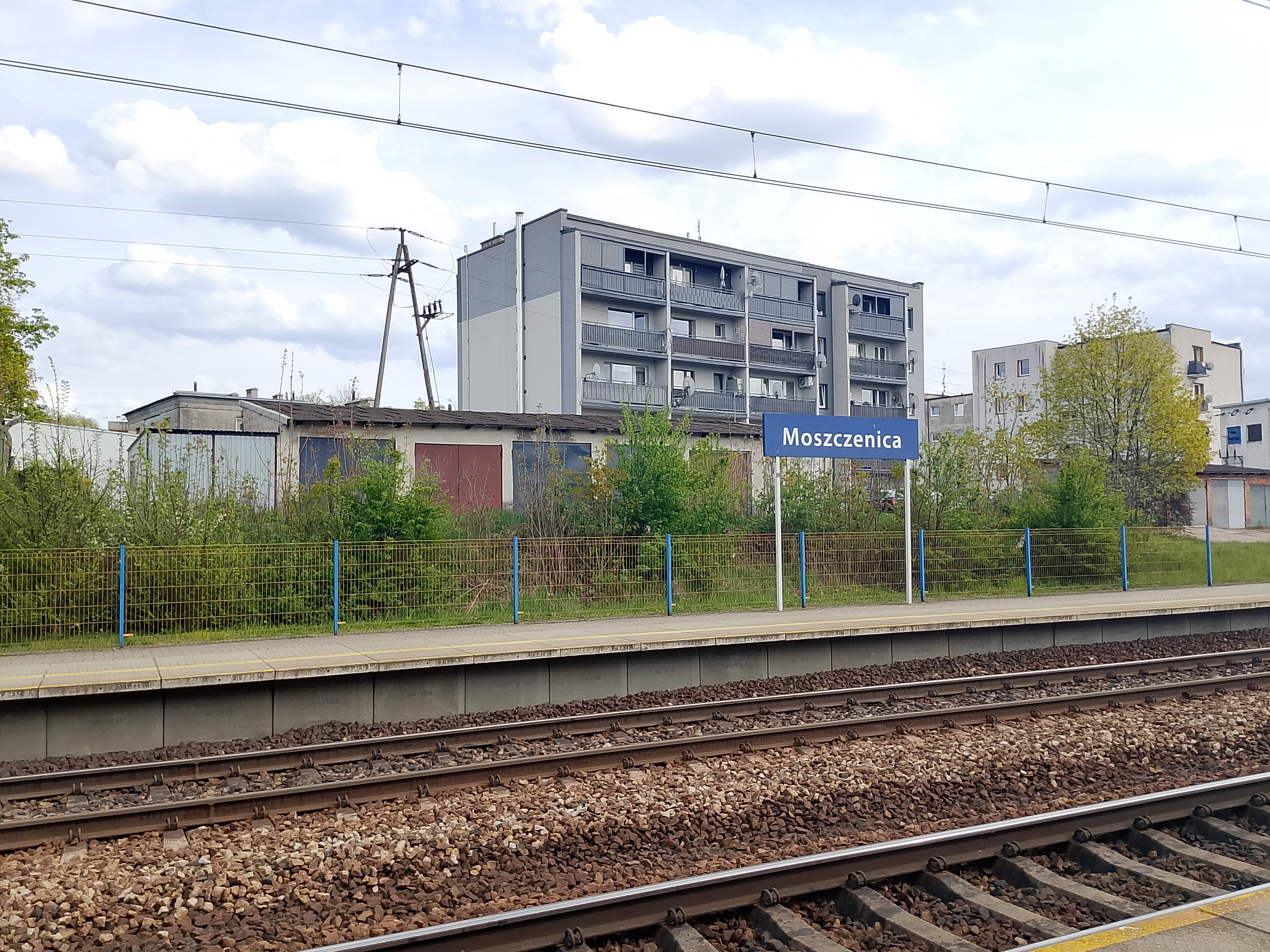
Stacja kolejowa Moszczenica
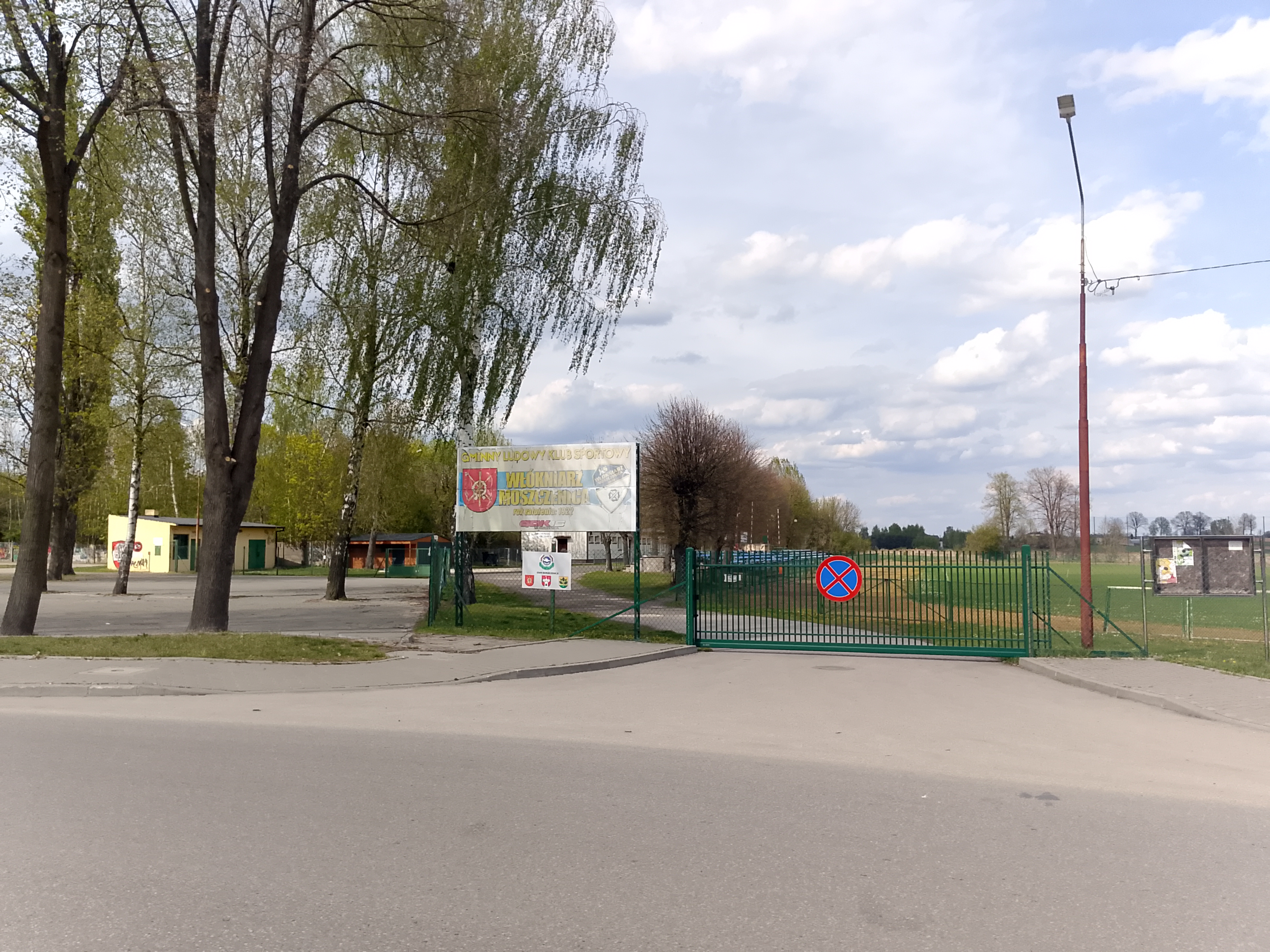
Stadion GKS Włókniarz Moszczenica
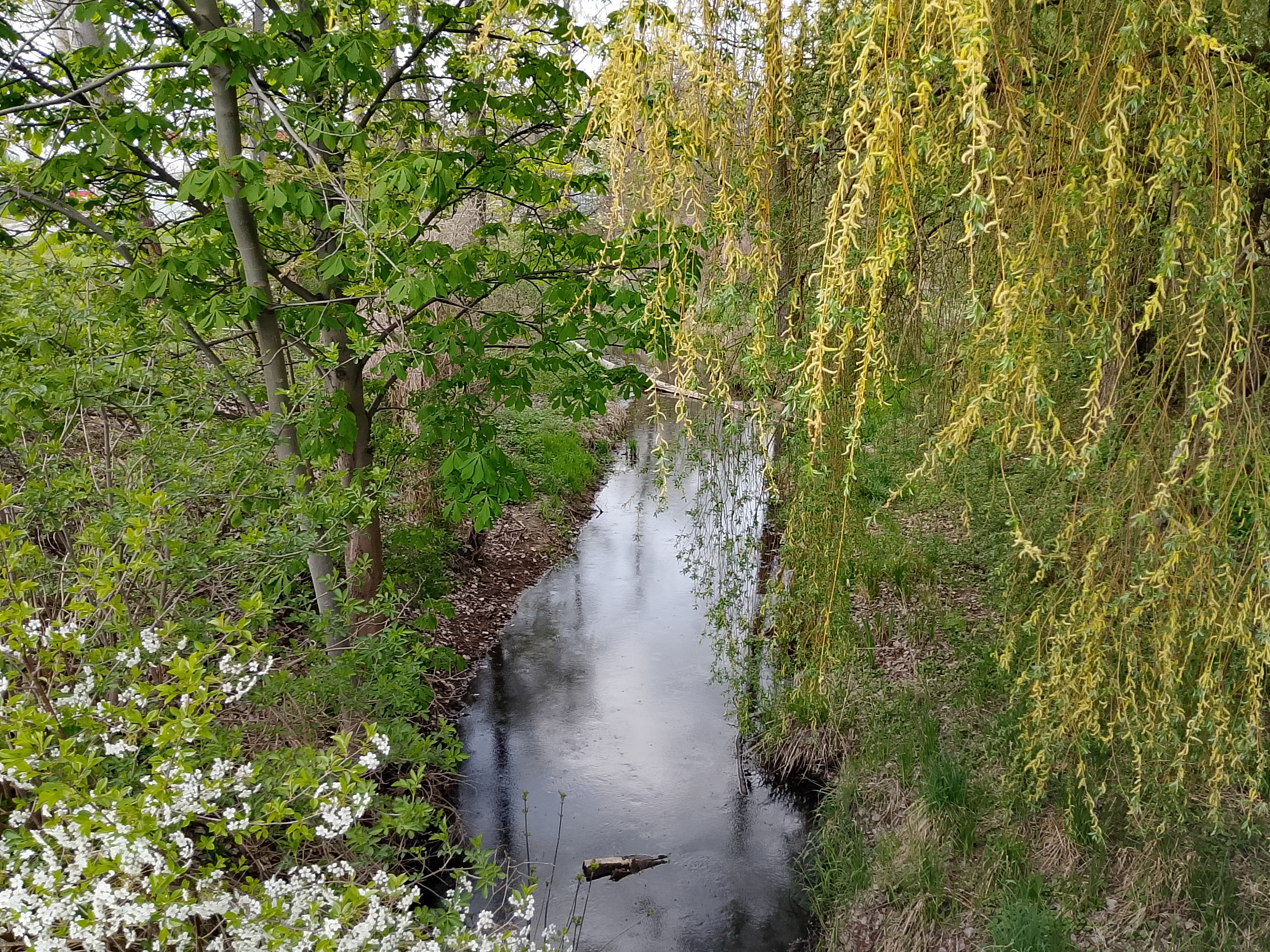
Moszczanka.
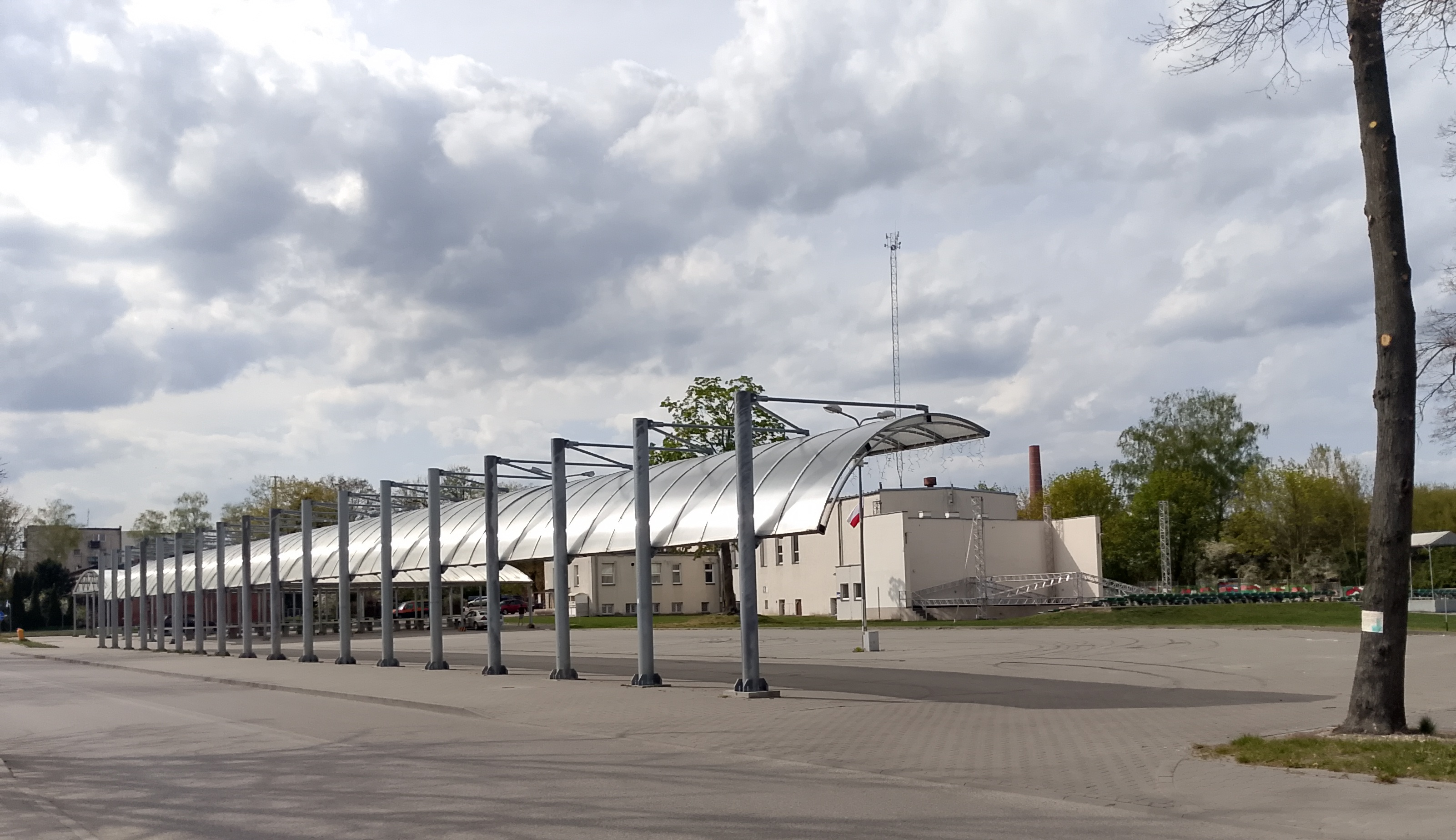
Centrum przesiadkowe przy ul. Dworcowej
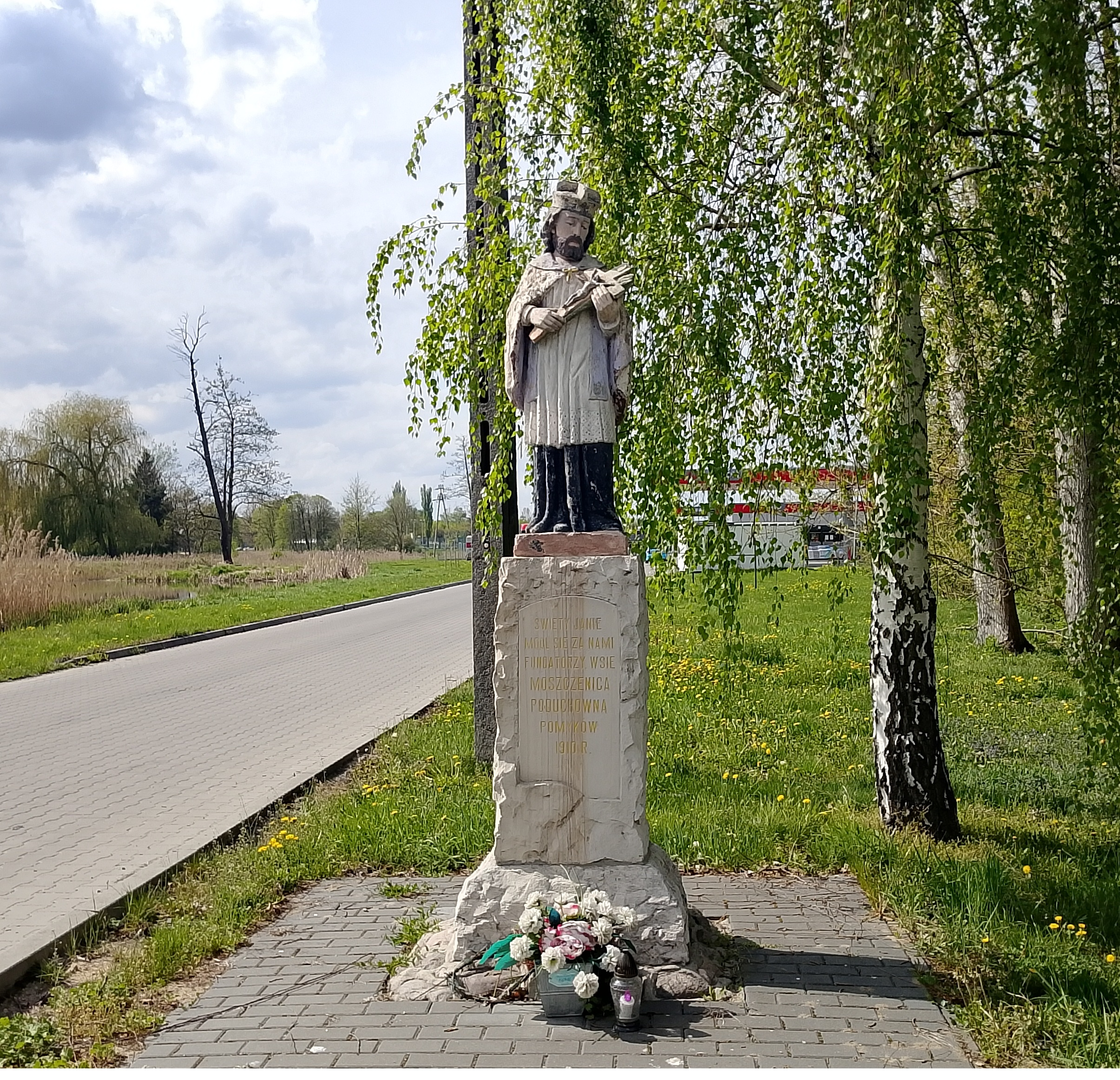
Figura św. Jana Nepomucena z 1910 r.